# Sermaize-les-Bains
Sermaize-les-Bains – miejscowość i gmina we Francji, w regionie Grand Est, w departamencie Marna.
Według danych na rok 1990 gminę zamieszkiwały 2153 osoby, a gęstość zaludnienia wynosiła 122 osób/km².